# Alt under kontrol
Alt under kontrol var et dansk tv-hjemmevideoprogram, der blev sendt på TV3 i 1999.
Blandt andre Frank Hvam og Mikael Wulff var værter på programmet.